# Makariv
Makariv (în ucraineană Макарів) este așezarea de tip urban de reședință a raionului Makariv din regiunea Kiev, Ucraina. În afara localității principale, mai cuprinde și satele Fasivocika, Kalînivka și Zurivka.

## Demografie
Componența lingvistică a așezării de tip urban Makariv
     Ucraineană (92,82%)
     Rusă (6,76%)
     Alte limbi (0,25%)
Conform recensământului din 2001, majoritatea populației așezării de tip urban Makariv era vorbitoare de ucraineană (92,82%), existând în minoritate și vorbitori de rusă (6,76%).